# 1. deild kvenna 1982
La 1. deild kvenna 1982 (islandese: 1ª divisione femminile), è stata la 11ª edizione della massima divisione del campionato islandese femminile di calcio.

## Stagione

### Formula
Girone unico all'italiana con gare di andata/ritorno a specchio, ma non sono ancora previste retrocessioni in una categoria inferiore.

## Classifica finale
|                    | Pos. | Squadra          | Pt | G  | V | N | P | GF | GS | DR  |
| ------------------ | ---- | ---------------- | -- | -- | - | - | - | -- | -- | --- |
| Islanda (bandiera) | 1.   | Breiðablik       | 17 | 10 | 8 | 1 | 1 | 32 | 8  | +24 |
|                    | 2.   | Valur            | 15 | 10 | 6 | 3 | 1 | 11 | 4  | +7  |
|                    | 3.   | KR Reykjavík     | 12 | 10 | 4 | 4 | 2 | 14 | 11 | +3  |
|                    | 4.   | ÍA Akranes       | 10 | 10 | 4 | 2 | 4 | 19 | 16 | +3  |
|                    | 5.   | Víkingur         | 5  | 10 | 1 | 3 | 6 | 5  | 13 | -8  |
|                    | 6.   | FH Hafnarfjarðar | 1  | 10 | 0 | 1 | 9 | 1  | 30 | -29 |

Legenda:
      Campione d'Islanda.
      Retrocesso in 2. deild kvenna.
Note:
Due punti a vittoria, uno a pareggio, zero a sconfitta.
A parità di punti squadre classificate con la differenza reti.
Spareggio in caso di pari punti in zona promozione e retrocessione.

### Risultati

#### Calendario
| Andata (1ª) | Andata (1ª) | Prima giornata              | Ritorno (6ª) | Ritorno (6ª) |
|             |             |                             |              |              |
| 25 mag.     | 1-2         | Víkingur-Breiðablik         | 1-3          | 16 lug.      |
| 28 mag.     | 4-0         | ÍA Akranes-FH Hafnarfjörður | 4-0          | 16 lug.      |
| 28 mag.     | 0-0         | Valur-KR Reykjavík          | 3-0          | 16 lug.      |

| Andata (2ª) | Andata (2ª) | Seconda giornata            | Ritorno (7ª) | Ritorno (7ª) |
|             |             |                             |              |              |
| 11 giu.     | 0-7         | FH Hafnarfjörður-Breiðablik | 0-4          | 29 lug.      |
| 11 giu.     | 3-1         | KR Reykjavík-Víkingur       | 0-0          | 29 lug.      |
| 11 giu.     | 1-1         | ÍA Akranes-Valur            | 1-2          | 29 lug.      |

| Andata (3ª) | Andata (3ª) | Terza giornata          | Ritorno (8ª) | Ritorno (8ª) |
|             |             |                         |              |              |
| 18 giu.     | 3-1         | Breiðablik-KR Reykjavík | 1-1          | 6 ago.       |
| 18 giu.     | 2-0         | Valur-FH Hafnarfjörður  | 1-0          | 6 ago.       |
| 18 giu.     | 0-2         | Víkingur-ÍA Akranes     | 0-2          | 6 ago.       |

| Andata (4ª) | Andata (4ª) | Quarta giornata               | Ritorno (9ª) | Ritorno (9ª) |
|             |             |                               |              |              |
| 30 giu.     | 0-6         | ÍA Akranes-Breiðablik         | 3-4          | 12 ago.      |
| 2 lug.      | 1-4         | FH Hafnarfjörður-KR Reykjavík | 0-2          | 10 lug.      |
| 2 lug.      | 0-0         | Valur-Víkingur                | 1-0          | 19 ago.      |

| \| Andata (5ª) \| Andata (5ª) \| Quinta giornata \| Ritorno (12ª) \| Ritorno (12ª) \| \| \| \| \| \| \| \| 9 lug. \| 2-0 \| Breiðablik-Valur \| 0-1 \| 27 ago. \| \| 9 lug. \| 3-2 \| KR Reykjavík-ÍA Akranes \| 0-0 \| 27 ago. \| \| 9 lug. \| 0-0 \| Víkingur-FH Hafnarfjörður \| 2-0 \| 27 ago. \| |             |                           |               |               |
| Andata (5ª) | Andata (5ª) | Quinta giornata           | Ritorno (12ª) | Ritorno (12ª) |
| |             |                           |               |               |
| 9 lug. | 2-0         | Breiðablik-Valur          | 0-1           | 27 ago.       |
| 9 lug. | 3-2         | KR Reykjavík-ÍA Akranes   | 0-0           | 27 ago.       |
| 9 lug. | 0-0         | Víkingur-FH Hafnarfjörður | 2-0           | 27 ago.       |

## Classifica marcatori
| Gol |  |  | Giocatore               | Squadra      |
| --- |  |  | ----------------------- | ------------ |
| 15  |  |  | Ásta B. Gunnlaugsdóttir | Breidablik   |
| 7   |  |  | Bryndís Einarsdóttir    | IA           |
| 7   |  |  | Kolbrún Jóhannesdóttir  | KR Reykjavik |
| 6   |  |  | Laufey Sigurðardóttir   | IA           |
| 4   |  |  | Ragna Lóa Þórðardóttir  | IA           |